# 五社会
五社会（ごしゃかい）は、中国・四国地方に拠点を置く暴力団組織の親睦団体。

## 略歴
- 1996年2月、四代目共政会、二代目俠道会、三代目浅野組、六代目合田一家、親和会は、親睦団体五社会を結成した。

## 関連
- 四社会 - 九州地方の親睦団体。